# Lasioglossum glaciegenitum
Lasioglossum glaciegenitum är en biart som beskrevs av Ebmer 1972. Lasioglossum glaciegenitum ingår i släktet smalbin, och familjen vägbin. Inga underarter finns listade i Catalogue of Life.